# 三氯乙烯
三氯乙烯，或稱1,1,2-三氯乙烯（英語：trichloroethylene, TCE）是工業常用溶劑。它無色，有毒性、透明、粘性低、不燃燒、易揮發，具有芳香味的液體，對神經有麻醉作用。純三氯乙烯分解緩慢。當有紫外線照射三氯乙烯與氧氣混合物時，加速三氯乙烯分解。
三氯乙烯主要用作金属脱脂和羊毛及织物的干洗剂。树脂、沥青、煤焦油、醋酸纤维素、硝化纤维素、橡胶和涂料等的溶剂。在医药上曾用作麻醉剂，农药上是合成一氯乙酸的原料。
三氯乙烯屬第一種有機溶劑。
裝修環境中可以有三氯乙烯。有研究指出接觸三氯乙烯可能誘發帕金森氏症。
三氯乙烯為1級致癌物。三氯乙烯為香港裝修工程中常用的化學品、脫脂劑。

## 生產
- 1970年代前：

HC≡CH + 2 Cl2 → Cl2CHCHCl2
2 Cl2CHCHCl2 + Ca(OH)2 → 2 ClCH=CCl2 + CaCl2 + 2 H2O
- 在300-500℃，加熱四氯乙烷，加入氯化鋇或氯化鈣：

Cl2CHCHCl2 → ClCH=CCl2 + HCl
- 現時：先以三氯化鐵為催化劑：

CH2=CH2 + Cl2 → ClCH2CH2Cl
400℃左右時，再加入氯：
ClCH2CH2Cl + 2 Cl2 → ClCH=CCl2 + 3 HCl
最常見的催化劑是氯化鉀和氯化鋁或碳。四氯乙烷是副產品。

## 法例
由於三氯乙烯的比重大於1（比水密度高），若環境中洩漏量足夠，可能以重質非水相液體（DNAPL）的形式存在。

### 美國
首份關於地下水中含有三氯乙烯的報告於1949年由兩位英國公共化學家提出，他們描述了工業排放導致井水受三氯乙烯污染的兩個獨立案例。根據美國聯邦和州的調查數據，美國9%至34%的飲用水源可能含有三氯乙烯污染，但環保署報告指出多數供水系統符合5 ppb的最高污染物水平（MCL）。
通常工業與人口密集區的大氣三氯乙烯濃度最高，而鄉村與偏遠地區濃度最低。全美大氣中三氯乙烯平均濃度普遍介於0.01 ppb至0.3 ppb之間，但曾有報告顯示平均濃度達3.4 ppb。食品中曾測得十億分之幾的低濃度三氯乙烯，但部分樣本檢測出高達140 ppb。裝修中的住宅也曾發現高於背景值的三氯乙烯濃度。
各州、聯邦及國際機構將三氯乙烯列為人類已知或可能致癌物。2014年，國際癌症研究機構將其歸類為第1類，表明有充分證據證明會導致人類腎癌，另有部分證據顯示可能引發肝癌和非霍奇金淋巴瘤。
2023年，美國環保署認定三氯乙烯在製造、加工、混合、回收、蒸氣脫脂、潤滑劑、黏合劑、密封劑、清潔產品及噴霧等多種用途中對人體健康構成風險。吸入與皮膚接觸均具危險性，急性暴露最顯著關聯為免疫抑制效應，慢性暴露則與自體免疫疾病相關。長期接觸三氯乙烯亦增加罹患帕金森氏症風險。截至2023年6月1日，美國兩州（明尼蘇達州與紐約州）已根據環保署調查結果全面禁用三氯乙烯（研究開發除外）。
2023年10月，美國環保署「提議禁止所有用途的三氯乙烯製造（包括進口）、加工及商業分銷，對部分加工與工商業用途設置較長合規期及工作場所管控（包括暴露限值）」，以「保護所有人（包括旁觀者）免受三氯乙烯有害健康影響」。拜登政府隨後於同月宣布提案擬禁用三氯乙烯。2024年12月環保署發布三氯乙烯監管最終裁決，新規於2025年1月16日生效。該規則禁止所有用途的三氯乙烯製造（包括進口）、加工及商業分銷，對部分加工與工商業用途實施較長合規期及嚴格勞工保護措施。環保署將於新規生效一年內禁止多數三氯乙烯用途（包括大多數商業及所有消費品製造加工），僅少數商業用途可延續至2026年1月16日後。這些用途最終也將被淘汰（具體時程未定），過渡期間需強化勞工保護並降低空氣中三氯乙烯吸入暴露限值。獲准延長使用的三氯乙烯多屬高度工業化環境中的關鍵用途，例如醫療器材零件清潔、航空與其他運輸工具、安防與國防系統，以及電池隔膜與冷媒製造。這些用途最終仍將被禁止，但暫時允許以避免影響國家安全或關鍵基礎設施，並為轉用替代化學品與方法提供時間寬限。

### 歐洲
歐盟職業暴露限值科學委員會（SCOEL）建議工作者接觸三氯乙烯的暴露限值為8小時TWA 10 ppm（54.7 mg/m3）及15分鐘STEL 30 ppm（164.1 mg/m3）。
截至2004年歐盟法規（包括化學劑指令98/24/EC與致癌物指令2004/37/EC）未對三氯乙烯使用階段或生命週期中的工作者健康風險控制訂定強制性最低要求。

## 公害事件
臺灣美國無線電公司污染案
飛歌事件